# Limnophora scrupulosa
Limnophora scrupulosa este o specie de muște din genul Limnophora, familia Muscidae. A fost descrisă pentru prima dată de Zetterstedt în anul 1845. Conform Catalogue of Life specia Limnophora scrupulosa nu are subspecii cunoscute.